# Michael Van Valkenburgh

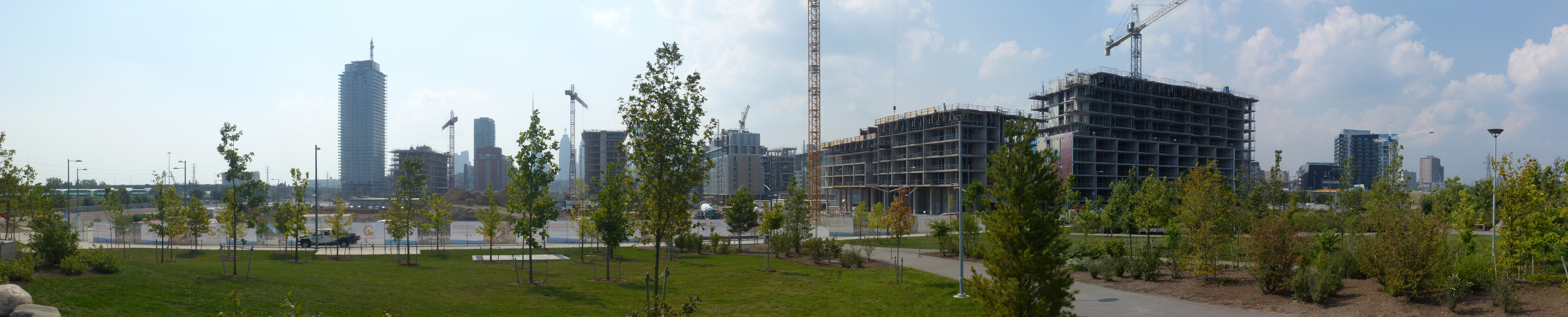
Corktown Common

Michael R. Van Valkenburgh (* 1951) je americký zahradní architekt a pedagog. Pracoval ve Spojených státech, Kanadě, Koreji a ve Francii.

## Mládí a vzdělání
Michael Van Valkenburgh se narodil v roce 1951 a vyrůstal v Lexingtonu, v New Yorku, kde jeho rodina vlastnila malou mléčnou farmu. Van Valkenburgh získal bakalářský titul z vysoké školy zemědělské na Cornell University v roce 1973. Studoval také fotografii v Bostonu, 1974 - 75, vysoké škole University of Illinois. V roce 1982 založil svou vlastní firmu, Michael Van Valkenburgh Associates, Inc.

## Ledové zdi
V prvních letech ze své praxe se Van Valkenburgh specializuje na sezónně proměnné zahrady s živými ploty a ledové zdi. Dostal grant od National Endowment for the Arts, který mu umožnil experimentovat s ledem, jako materiálem na zhotovení ledových zdí. V roce 1988, Van Valkenburgh získal Římskou cenu od americké akademie v Římě.

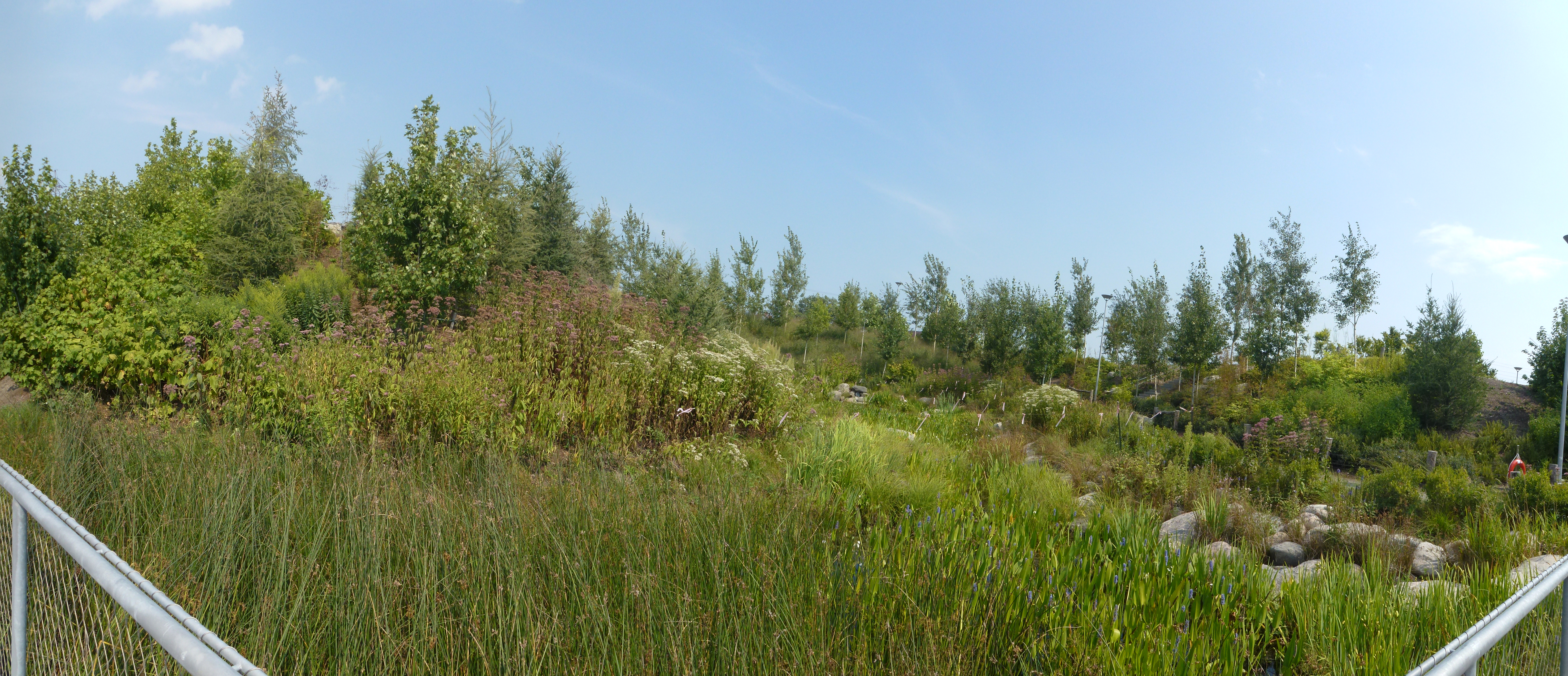
Corktown Common

## Kariéra učitele
Michael Van Valkenburgh je profesorem na Harvardově univerzitě. Jeho kariéra začala v roce 1982. Působil jako programový ředitel ze 1987-1989. Jako předseda odboru krajinářské architektury 1991 do 1996.

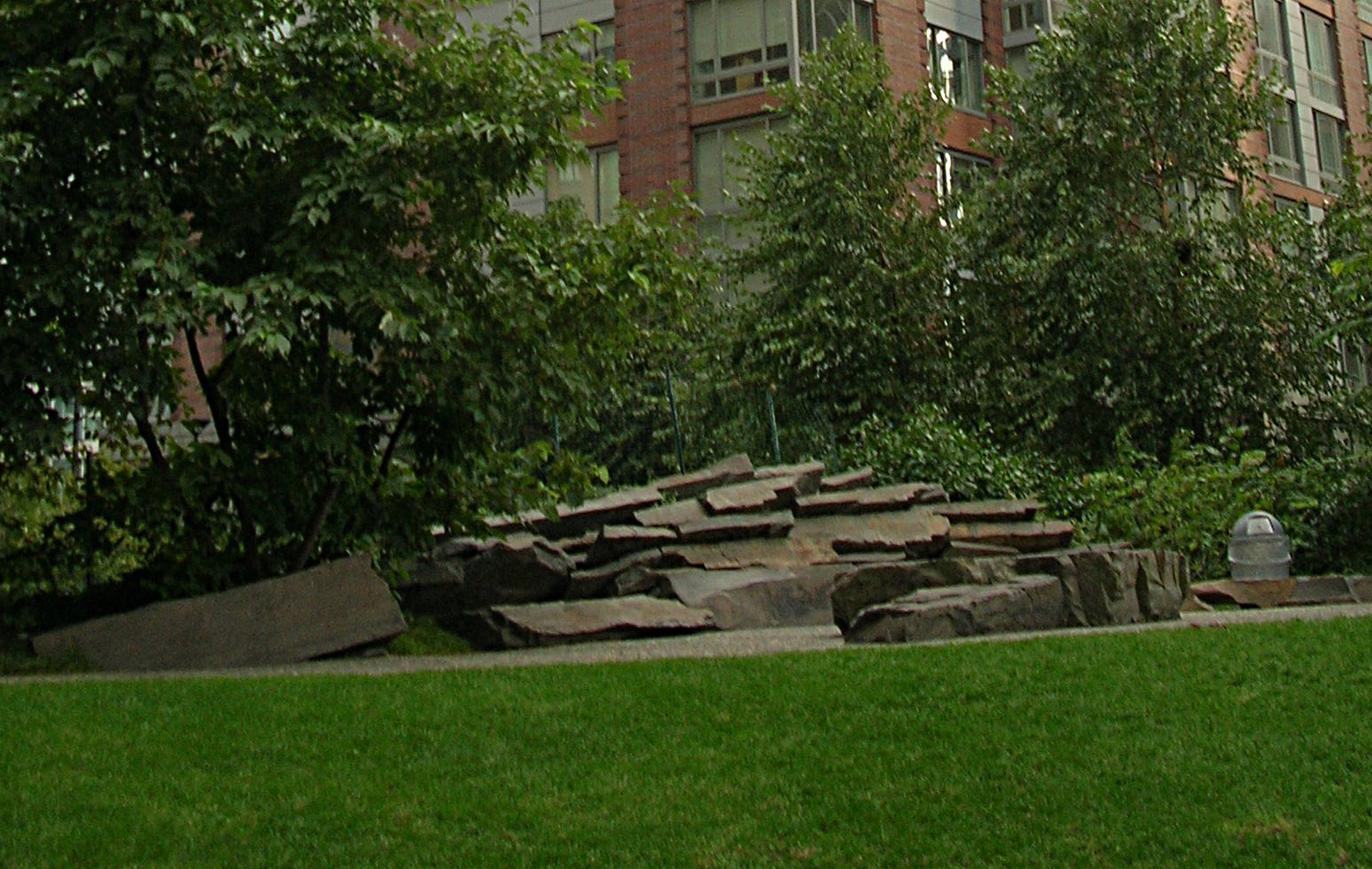
Teardrop Park

## Přístup k designu a inspirace
Michael Van Valkenburgh popisuje svou práci jako zkoumání živých kvalit krajiny střední a snaze vymanit krajinářskou architekturu od své tradičně podřízeného vztahu k architektuře. Jeho návrhy jsou založeny na citlivosti vůči zvláštním vlastnostem místa.

## Dílo

### Knihy
- Foreward, Taking Measures Across the American Landscape (s Jamesem Cornerem a Alexandrem S. MacLeanem), New Haven, CT: Yale University Press, 1996.
- Design with the Land: Landscape Architecture of Michael Van Valkenburgh, Princeton Architectural Press, 1994
- Gertrude Jekyll: A Vision of Garden and Wood (s Judith B. Tankard), Sagapress, 1989.
- The Flower Gardens of Gertrude Jekyll and Their Twentieth-Century Transformations, Design Quarterly 137, MIT Press pro Walker Art Center, 1987.
- Transforming the American Garden: 12 New Landscape Designs (s Margaret B. Reeve a Jory Johnson), Cambridge, MA: Harvard University Graduate School of Design, 1986
- Built Landscapes: Gardens in the Northeast, Brattleboro Museum & Art Center, 1984

### Některé úpravy

#### Dokončené
- Regis Garden, Walker Art Center, Minneapolis, Minnesota, 1988
- Radcliffe Ice Walls, Harvard University, Cambridge, Massachusetts, 1988
- Garden on Lake Minnetonka, Wayzata, Minnesota, 1989
- Krakow Ice Garden, Martha's Vineyard, Massachusetts, 1990
- Pucker Garden, Brookline, Massachusetts, 1990
- General Mills Sculpture Garden, Minneapolis, Minnesota, 1991 (destroyed 2000)
- Jardin des Tuileries, Paříž, Francie, 1991
- Mill Race Park, Columbus, Indiana, 1993
- 50 Avenue Montaigne Courtyard, Paříž, Francie, 1993
- Oakville Park Completion, Oakville, Ontario, 1993
- Ho-Am Art Museum and Sculpture Garden, Soul, Jižní Korea, 1993
- Vera List Courtyard, The New School, New York City, New York, 1997
- Allegheny Riverfront Park, Pittsburgh, Pensylvánie, 1998
- Garden on Turtle Creek, Dallas, Texas, 1999
- Spider Island, Chicago Botanic Garden, Glencoe, Illinois, 2000
- Herman Miller Factory Landscape, Cherokee County, Georgie, 2001
- Marion Square, Charleston, SC, 2002
- Straightsview Farm, San Juan Island, Washington, 2003
- Harvard Yard Restoration, Harvard University, Cambridge, Massachusetts, 2003
- Peabody Essex Museum landscape, Salem, Massachusetts, 2003
- Tahari Courtyards, Millburn, New Jersey, 2003
- Kraus Campo, Carnegie Mellon University, Pittsburgh, Pennsylvania, 2003
- oprava Pennsylvania Avenue v White House, Washington, D.C., 2004
- Nomentana Garden, Stoneham, Maine, 2005
- Alumnae Valley, Wellesley College, Wellesley, Massachusetts, 2005
- Lake Whitney Water Treatment Plant, New Haven, Connecticut, 2005
- Green Roof, ASLA Headquarters, Washington, D.C., 2006
- Bailey Plaza, Cornell University, Ithaca, New York, 2007
- Smith Family Waterfront Park, Boston Children's Museum, Boston, Massachusetts, 2007
- Union Square North End Plaza and Playground, New York City, New York, 2010
- Segment 5 (Piers 62-64), Hudson River Park, New York City, New York, 2010
- BJC Institute of Health Plaza (with Maya Lin), Washington University in St. Louis, St. Louis, Missouri, 2010
- Teardrop Park, Battery Park City, New York City, New York, 2010
- Corktown Common, Toronto, Ontario, 2011
- Penn Park, University of Pennsylvania, Filadelfie, Pensylvánie, 2011

#### Probíhající
- Brooklyn Bridge Park, Brooklyn
- George W. Bush Presidential Center landscape, Dallas, Texas
- York Quay, Toronto, Ontario
- Brooklyn Botanic Garden renovation, Brooklyn, New York
- Maggie Daley Park, Chicago, Illinois
- Lower Don Lands, Toronto, Ontario
- CityArchRiver2015, St. Louis, Missouri
- Waller Creek, Austin, Texas
- Hudson Park and Boulevard, New York City, New York
- Tulsa Riverfront Park, Tulsa, Oklahoma